# Mariánský sloup (Loučná Hora)
Klasicistní pískovcový mariánský sloup z roku 1795 se nalézá na křižovatce místních komunikací v centru vesnice Loučná Hora, místní části městečka Smidary v okrese Hradec Králové. Mariánský sloup je od roku 1958 chráněn jako nemovitá kulturní památka ČR.

## Popis
Mariánský sloup sestává z hranolového soklu s patkou a zakončeného profilovanou římsou. Sokl je umístěn na dvou pískovcových schodech. Na čelní straně soklu je umístěn ozdobný rámec s latinským nápisem.
Na soklu stojí sloup s hranolovou patkou zakončený ionskou hlavicí. Na této hlavici je umístěna socha prostovlasé Panny Marie stojící na zeměkouli nesené čtyřmi okřídlenými hlavičkami andílků. Panna Marie se sepjatýma rukama je oděna v dlouhém rouchu s pláštěm.
Mariánský sloup byl v roce 2003 restaurován.